# Gülfem Hatun
Gülfem Hatun (n.  ? – d. octombrie 1561, Constantinopol, Imperiul Otoman) a fost a doua consoartă a sultanului otoman Soliman I și mama copiilor lor Șehzade Murad și Sultana Raziye.
Înainte ca moartea lui Selim I să fie anunțată, Soliman I conducea provincia Manisa, având parte de mai multe concubine trimise în dar de către mama sa, Ayșe Hafsa Sultan, printre care și Gülfem Hatun care a devenit și favorita sa.
Primul lor fiu a fost Șehzade Murad, născut în anul 1514 însă care a murit la vârsta de 3 ani, apoi au avut o fiică, Raziye Sultan, născută în anul 1516, care murit 4 ani mai târziu, în 1521. 
Soliman I și-a pierdut interesul față de ea, însă nu a lăsat-o la palatul din Manisa și a adus-o la Palatul Topkapî, în 1521, atunci când tatăl său Selim I a murit, iar el a preluat tronul imperiului. Faptul că nu i-a mai oferit niciun copil lui Soliman, nu a deranjat-o foarte mult, deoarece a primit un loc bun în harem, unde și-a trăit restul vieții alături de surorile, mama și celelalte concubine ale sultanului. A avut o relație de prietenie foarte bună cu a patra consoartă a lui Soliman, fiind și soția sa legală, Haseki Hürrem Sultan, pentru care nu a prezentat niciun fel de gelozie. 
A murit în anul 1562, la palatul Topkapî și a fost înmormântată în propria moschee din Istanbul.